# Euzebiusz Czerkawski
Euzebiusz Czerkawski (ur. 4 lutego 1822 w Tuczapach w pow. jaworowskim, zm. 22 września 1896 we Lwowie) – rektor Uniwersytetu Lwowskiego, poseł-wirylista do Sejmu Krajowego Galicji i Rady Państwa, c.k. radca szkolny.

## Wczesne lata
Szkołę elementarną oraz 6 letnie gimnazjum ukończył w Przemyślu (1838). Studiował filozofię i prawo na Uniwersytecie Lwowskim. 25 stycznia 1842 otrzymał tytuł doktora filozofii i nauk wyzwolonych. 

## Praca zawodowa
W latach 1843–1845 pełnił funkcję adiunkta na Wydziale Filozoficznym, następnie nauczał w Tarnowie, najpierw w gimnazjum, gdzie był wiceprefektem, a od 1848 kierował katedrą w tarnowskim studium filozoficznym. W roku szkolnym 1849/50 nauczał w gimnazjum akademickim we Lwowie. W 1855 powołany na stanowisko radcy szkolnego dla Galicji i Bukowiny, od 1860 pełnił nadzór nad gimnazjami w zachodniej Galicji. Jako inspektor szkolny odznaczał się surowością i uchodził za bardzo wymagającego.  W 1864 mianowany inspektorem dla szkół średnich w Styrii i Karyntii. W 1868 wrócił do Lwowa, gdzie w 1870 został inspektorem szkolnym I klasy. 
Rok później zamianowany profesorem zwyczajnym filozofii i pedagogiki na Uniwersytecie Lwowskim, gdzie pozostawał do przejścia na emeryturę w 1892. W czasie pracy uniwersyteckiej trzykrotnie wybierany rektorem uczelni (1865/66, 1875/76, 1876/77) i dwukrotnie dziekanem wydziału filozoficznego.
W latach 1871–1884 był dyrektorem komisji egzaminacyjnej dla nauczycieli gimnazjów i szkół realnych. W czasie swojej działalności w szkolnictwie. już za czasów namiestnika Gołuchowskiego. przeprowadzał zręcznie obsadę posad nauczycielskich przez Polaków, usuwając Niemców. W latach 1874–1890 był członkiem Rady Szkolnej, jako delegat miasta Lwowa.

## Działalność polityczna
W latach 1867–1889 był  posłem do Sejmu Krajowego wybranym obwodu czortkowskiego (z kurii wielkich posiadłości), w którym zasiadał do 1889. Starał się o przywrócenie języka polskiego i ukraińskiego do szkół wyższych, średnich i ludowych w Galicji (ustawa z 1873). W Sejmie Krajowym był referentem wielu wniosków dotyczących oświaty szkolnej. W 1881, na jego wniosek ustanowiono stałą katedrę historii polskiej na Uniwersytecie Lwowskim. 
W latach 1869–1893 zasiadał także w austriackiej Radzie Państwa II kadencji (11 grudnia 1869 - 31 marca 1870), z kurii wielkiej własności ziemskiej jako delegat Sejmu Krajowego, III kadencji (15 września 1870 - 10 sierpnia 1871) i IV kadencji (27 grudnia 1871 - 27 listopada 1872 i  14 grudnia 1872 - 21 kwietnia 1873) z III kurii miejskiej w okręgu miast Nowy Sącz-Tarnów-Rzeszów, V kadencji (05 listopada 1873 - 22 maja 1879), VI kadencji (07 października 1879 - 23 kwietnia 1885), VII kadencji (22 września 1885 - 23 stycznia 1891) VIII kadencji (09 kwietnia 1891 - 13 października 1893)z III kurii miejskiej w okręgu miast Tarnopol-Brzeżany (III kuria, w 1885 zwyciężył dra Aleksandra Ogonowskiego).  Należał do naj wybitniejszych współczesnych parlamentarzystów. W 1875 bronił tam praw Rady Szkolnej, która utraciła prawo mianowania dyrektorów i profesorów w gimnazjach.W latach 1869–1893 był członkiem Koła Polskiego, a od 9 kwietnia 1888 do 13 października 1893 jego wiceprezesem, W latach 1869–1888  był (z przerwami) członkiem delegacji dla spraw wspólnych monarchii austro-węgierskiej. Złożył mandat w wyniku problemów zdrowotnych w 1893 roku.

## Rodzina
Urodził się w rodzinie greckokatolickiego księdza Tymoteusza i Marii z Kiwerowiczów. W wieku czterech lat został osierocony przez matkę. Mimo swego pochodzenia  czuł się Polakiem i działał w duchu narodowo polskim. Cieszył się powszechnym szacunkiem i poważaniem społeczeństwa galicyjskiego. W 1845 ożenił się z Leonidą z Moczyńskich, mieli jedną córkę.Jego grób znajduje się na Cmentarzu Łyczakowskim we Lwowie.

## Odznaczenia
- tytuł Radcy Dworu (1885)
- Order Leopolda
- Order Franciszka Józefa
- Honorowe obywatelstwo Brzeska (1867)[10], Lwowa (1885), Brzeżan, Tarnopola, Kałusza

## Publikacje
- O teraźniejszych poglądach naukowych na budowę społeczeństwa, Lwów 1876
- Zarys psychologii empirycznej, Lwów 1876
- Język niemiecki w gimnazjach i szkołach realnych z językiem wykładowym polskim i ruskim, Lwów 1880,
- Rozprawy i wnioski komisji powołanej w roku 1879 przez Galicyjską Radę Szkolną Krajową do zbadania sprawy reformy gimnazjów, Lwów 1882